# 云端旺楚克

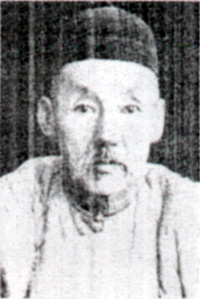
云端旺楚克

云端旺楚克（1871年—1938年3月24日），字吉农，人称云王。蒙古族，内扎萨克蒙古乌兰察布盟喀尔喀右翼旗（今内蒙古自治区包头市达尔罕茂明安联合旗）人，喀尔喀右翼扎萨克达尔罕亲王。

## 生平

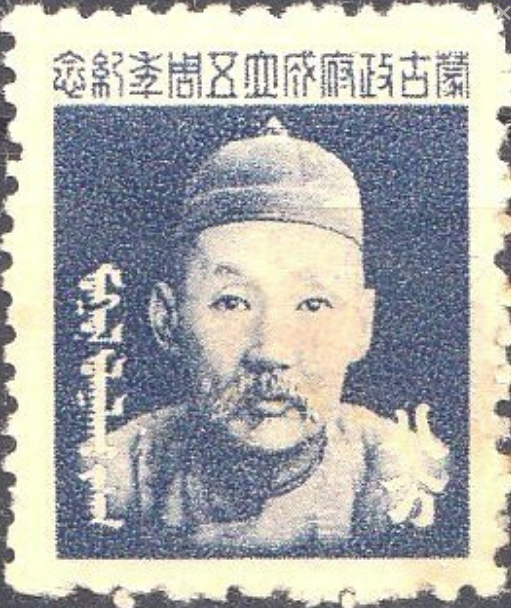
云端旺楚克像，“蒙古政府成立五周年纪念”邮票

1890年（光緒16年），他继承喀爾喀右翼旗扎薩克达尔罕貝勒爵位。
1912年（民国元年），他获中华民国北京政府晋升为親王，任乌兰察布盟盟長及达尔罕旗旗長。1932年（民国21年）10月，他任綏遠省乌兰察布盟保安長官。
1933年（民国22年）7月，他和德穆楚克栋鲁普（德王）组织内蒙古自治会議，内蒙古「高度自治」運動開始。9月，他任内蒙古自治政府委員長。翌年4月，他任蒙古地方自治政務委員会委員長。1935年（民国24年）2月，他任国民政府委員。
1936年（民国25年）5月，在日軍的援助和介入下，蒙古軍政府成立，他任主席，德穆楚克栋鲁普任总裁。翌年10月蒙古聯盟自治政府成立，他继续任主席。
1938年3月24日，他68虚歲时病逝。